# Jos Schreurs
Marie Guillaume Gerard Joseph (Jos) Schreurs (Nuth, 18 november 1934 – Sittard-Geleen, 10 april 2022) was een Nederlands rooms-katholiek priester, die in 1980-1981 zitting had in de Eerste Kamer voor het CDA.

## Biografie
Schreurs behaalde zijn gymnasium-alfadiploma aan het kleinseminarie Rolduc te Kerkrade in 1953 en studeerde daarna theologie aan het grootseminarie te Roermond. Hij behaalde zijn doctoraalexamen theologie aan de Hogeschool voor Theologie en Pastoraat te Heerlen in 1977.

### Kerkelijke loopbaan
Sinds zijn priesterwijding in 1959 was hij werkzaam als rooms-katholiek aalmoezenier, kapelaan, pastoor en deken, eerst in Bergen en omgeving, later in Zuid-Limburg. Van 1996 tot 2009 was hij hoofdaalmoezenier van Sociale Werken (Dienst Kerk en Samenleving) in het bisdom Roermond. Bij zijn afscheid werd hij tot ereburger van Schinnen benoemd.
Van 1997 tot 2005 was Schreurs kanunnik van het Kathedraal Kapittel van het bisdom Roermond. Bij zijn afscheid kreeg hij de titel van erekanunnik. In 1998 werd Schreurs door paus Johannes Paulus II benoemd tot kapelaan van Zijne Heiligheid met de titel van monseigneur.
Op 1 december 2017 verleende bisschop Frans Wiertz aan mgr. Schreurs eervol ontslag per 1 februari 2018. In april 2019 vierde Schreurs zijn diamanten priesterjubileum. Na zijn emeritaat vestigde hij zich in Heerlen, waar hij zijn diensten als priester bleef aanbieden.

### Politieke loopbaan
Schreurs had een kortstondige loopbaan in de landelijke politiek. In 1980 werd hij namens het CDA gekozen tot lid van de Eerste Kamer, waar hij de portefeuille onderwijs en maatschappelijk werk vervulde. Een jaar later kwam hij in conflict met zijn bisschop Joannes Gijsen toen hij voor de abortuswet van het kabinet-Van Agt I had gestemd. Hij nam daarop ontslag uit de senaat op 10 juni 1981.

## Overlijden
Schreurs overleed op 87-jarige leeftijd in het Zuyderland Medisch Centrum in Sittard. Hij werd op 16 april 2022 begraven in Schinnen.
- Parlement.com: vg09llmkzbzp